# Martin Nešpor
Martin Nešpor (* 5. června 1990 Praha) je český profesionální fotbalista, který hraje na pozici útočníka za český klub FC MAS Táborsko. Je také bývalým českým mládežnickým reprezentantem.
Mimo Česko působil na klubové úrovni v Polsku a Albánii.

## Klubová kariéra

### Bohemians 1905
Je odchovancem mužstva Bohemians 1905. Před sezonou 2009/10 se propracoval do prvního mužstva. Celkem za Bohemins během tří let odehrál 54 ligových střetnutí, ve kterých se 8× gólově prosadil.

### FK Mladá Boleslav
V létě 2012 přestoupil do mužstva FK Mladá Boleslav. Ve 13. ligovém kole v listopadu 2012 v utkání proti AC Sparta Praha se hlavou srazil s útočníkem soupeře Václavem Kadlecem. Nešpor srážku odnesl tržnou ránou na hlavě, Kadlec měl proraženou lebku a musel se podrobit operaci. V sezóně 2012/13 se Martin probojoval s Mladou Boleslaví do finále českého fotbalového poháru proti Jablonci. Zápas dospěl po remíze 2:2 do penaltového rozstřelu, který mladoboleslavští prohráli poměrem 4:5. 23. srpna 2013 zařídil svým gólem remízu 1:1 v ligovém utkání proti domácí Dukle Praha. 9. listopadu 2013 vstřelil v úvodu utkání patičkou efektní gól proti Viktorii Plzeň, míč mu poslal také patičkou Jan Štohanzl. Boleslav nakonec podlehla soupeři 1:2. Celkem za Boleslav nastoupil k 48 ligových zápasů, ve kterých nastřílel 14 branek.

### AC Sparta Praha
Před sezonou 2014/2015 přestoupil do Sparty Praha, kde podepsal tříletý kontrakt. Do Mladé Boleslavi odešel na hostování výměnou za Nešpora Jiří Skalák. První soutěžní zápas za Spartu absolvoval 18. července 2014 v Superpoháru FAČR proti týmu FC Viktoria Plzeň (výhra 3:0), nastoupil v 86. minutě. 22. července 2014 nastoupil v odvetě 2. předkola Ligy mistrů UEFA proti estonskému klubu FC Levadia Tallinn (remíza 1:1). Dostal se do několika zakončení, ale gól nevstřelil (jednou trefil břevno). Sparta s celkovým skóre 8:1 postoupila do 3. předkola. První gól za Spartu v soutěžním zápase vstřelil v prvním ligovém kole 25. července 2014 proti Bohemians 1905 (výhra 2:1), když obral o míč kličkujícího brankáře Jiřího Havránka a pohodlně zavěsil do prázdné brány. Sparta se do základní skupiny Ligy mistrů neprobojovala, Nešpor nastoupil s týmem v Evropské lize UEFA 2014/15. V ročníku 2014/15 Nešpora provázely zdravotní komplikace kvůli kterým odehrál pouze tři ligová utkání, ve kterých vstřelil jeden gól.

### Piast Gliwice (hostování)
V létě 2015 zamířil ze Sparty na roční hostování s následnou opcí do polského klubu Piast Gliwice tehdy vedeného trenérem Radoslavem Látalem. Do klubu přišel ze Sparty společně se spoluhráčem Kamilem Vackem.

#### Sezona 2015/16
V Ekstraklase za Piast debutoval v ligovém utkání 1. kola (20. 7. 2015) proti týmu Termalica Bruk-Bet Nieciecza (výhra 1:0), odehrál 69 minut. Měl vynikající start do sezóny 2015/16, v prvních pěti ligových kolech vstřelil 4 branky. Prosadil se postupně 2× proti Górniku Zabrze (výhra 3:2) a po jedné brance dal do sítě Cracovie (výhra 2:1) a Legie Varšava (výhra 2:1). Další gól dal v 9. kole hraném 19. 9. 2015 proti Lechia Gdańsk (výhra 2:1), když ve 44. minutě srovnával na 1:1. Svůj 6. gól v ročníku vstřelil proti Wisle Kraków 3. října 2015 v zápase 11. kola, když ve 45. minutě vstřelil jedinou a tudíž vítěznou branku zápasu. Posedmé v lize se trefil 20. 11. 2015 v utkání 16. kola v odvetě proti Termalice Bruk-Bet Nieciecza, ve 49. minutě zvyšoval na průběžných 4:2 (zápas skončil 5:3). Další branky docílil v zápase proti KS Cracovia v 19. kole hraném 5. 12. 2015, když v 52. minutě vsítil gól na 2:1 (utkání skončilo 2:2). Svůj devátý gól v ročníku dal ve 30. kole proti klubu Jagiellonia Białystok (výhra 2:0), když v 66. minutě vstřelil druhou branku. Podesáté se střelecky prosadil 1. 5. 2016 v zápase s Pogoń Szczecin (výhra 2:1) v nadstavbové části, když ve 35. minutě vstřelil gól na 2:1. Jedenácté branky docílil v střetnutí 6. kola nadstavby (celkově 36. kola) proti Ruch Chorzów (výhra 3:0). Celkem v ročníku 2015/16 nastoupil k 33 střetnutím, ve kterých vsítil 11 branek a společně s Josipem Barišićem se stal nejlepším střelcem mužstva. V sezoně s týmem dosáhl historického umístění, když jeho klub skončil na druhé příčce a kvalifikoval se do druhého předkola Evropské ligy UEFA. V létě 2016 Piast a Sparta dlouho vyjednávali o přestupu, ale nakonec se nedohodli na odstupném.

### Zagłębie Lubin
V létě 2016 měl po návratu do Sparty nabídku od dánského celku Aalborg BK, nakonec se v srpnu 2016 stal spoluhráčem českého útočníka Michala Papadopulose v klubu Zagłębie Lubin. S vedením mužstva uzavřel kontrakt na tři roky.

### KF Skënderbeu Korçë (hostování)
V září 2017 odešel na roční hostování s opcí na případný přestup do albánského klubu KF Skënderbeu Korçë, účastníka skupinové fáze Evropské ligy UEFA 2017/18. Hostování bylo v zimě ukončeno a Nešpor se vrátil do Zagłębie Lubin.

### SK Sigma Olomouc
V červenci 2018 se po třech letech působení v zahraničí vrátil do české ligy. S klubem SK Sigma Olomouc podepsal smlouvu na dva roky.

## Klubové statistiky
Aktuální k 28. květnu 2016
| Sezona  | Klub                  | Soutěž         | Zápasy | Góly |
| ------- | --------------------- | -------------- | ------ | ---- |
| 2009/10 | Bohemians 1905        | Gambrinus liga | 4      | 0    |
| 2010/11 | Bohemians 1905        | Gambrinus liga | 24     | 4    |
| 2011/12 | Bohemians 1905        | Gambrinus liga | 26     | 4    |
| 2012/13 | FK Mladá Boleslav     | Gambrinus liga | 24     | 5    |
| 2013/14 | FK Mladá Boleslav     | Gambrinus liga | 24     | 9    |
| 2014/15 | AC Sparta Praha       | Synot liga     | 3      | 1    |
| 2015/16 | Piast Gliwice (host.) | Ekstraklasa    | 33     | 11   |

## Reprezentační kariéra
Martin Nešpor nastupoval v roce 2011 za mládežnické reprezentace České republiky v kategoriích U20 a U21.